# Procès de Bobigny
Le procès de Bobigny est un procès contre l'avortement qui s'est tenu en octobre et novembre 1972 à Bobigny (Seine-Saint-Denis). Cinq femmes y furent jugées : une jeune femme mineure — Marie-Claire Chevalier — qui avait avorté après un viol, et quatre femmes majeures, dont sa mère, pour complicité ou pratique de l'avortement. Ce procès, dont la défense fut assurée par l'avocate Gisèle Halimi, eut un énorme retentissement et contribua à l'évolution vers la dépénalisation de l'interruption volontaire de grossesse en France.

## Avortement d'une mineure
Violée par un garçon de son lycée à l'automne 1971, Marie-Claire, 16 ans, est enceinte. Elle refuse de mener à terme cette grossesse et demande à sa mère Michèle de l'aider. Michèle Chevalier est une modeste employée de la Régie autonome des transports parisiens (RATP). Elle élève seule ses trois filles de 16, 15 et 14 ans, après avoir été abandonnée par leur père qui ne les avait pas reconnues. Elle gagne alors 1 500 francs par mois.
Le gynécologue qui confirme le diagnostic de la grossesse ne refuse pas d'avorter la jeune fille, mais il demande 4 500 francs, soit trois mois de salaire de la mère qui décide alors de faire appel à une faiseuse d'anges. Celle-ci demande alors de l'aide à sa collègue Lucette Dubouchet, qui à son tour sollicite Renée Sausset. Elles s'adressent à une autre collègue, Micheline Bambuck, malade, veuve avec trois enfants et s'étant déjà elle-même avortée dans le passé. Les quatre femmes travaillent toutes sur la ligne 9 du métro, où Michèle est employée tous les jours à Chaussée d'Antin ou à Miromesnil.
Micheline Bambuck pratique l'intervention pour 1 200 francs, en posant une sonde. Mais à sa troisième tentative, une hémorragie survient en pleine nuit. Michèle et Marie-Claire Chevalier vont à l'hôpital, où la mère doit déposer 1 200 francs, ce qu'elle fait avec des chèques sans provision (finalement réglés par le professeur Jacques Monod), avant même que sa fille soit admise et soignée.
Quelques semaines plus tard, Daniel P., le violeur de la jeune fille, lui aussi mineur, soupçonné d'avoir participé à un vol de voitures, est arrêté. Et il dénonce Marie-Claire dans l'espoir que les policiers le laissent tranquille. Plusieurs policiers se rendent alors au domicile de Michèle Chevalier et la menacent de prison pour elle et sa fille si elle n'avoue pas, ce qu'elle fait alors immédiatement.
Michèle et Marie-Claire Chevalier, et les trois collègues de Michèle sont alors inculpées – terme alors utilisé pour ce qui est devenu aujourd’hui en France une mise en examen.
La mère trouve à la bibliothèque de la RATP le livre Djamila Boupacha écrit par l'avocate Gisèle Halimi, sur la militante algérienne Djamila Boupacha violée et torturée par des soldats français. Les femmes poursuivies contactent l'avocate, qui accepte de les défendre.
Gisèle Halimi et Simone de Beauvoir, qui préside l'association féministe « Choisir », décident avec l'accord des inculpées de mener un procès politique de l'avortement : loin de demander pardon pour l'acte commis, la défense attaquera l'injustice de la loi de 1920, d'autant qu'alors que les Françaises qui le peuvent partent en Suisse ou en Grande-Bretagne pour avorter, les plus pauvres doivent le faire en France dans la clandestinité et des conditions sanitaires souvent déplorables.
La première fois qu'elle se trouve devant le juge d'instruction, Michèle Chevalier proteste : « Mais, monsieur le juge, je ne suis pas coupable ! C'est votre loi qui est coupable ! » Le juge lui ordonne de se taire sous peine d'une deuxième inculpation pour outrage à magistrat.
Le 19 octobre 1972, le quotidien communiste L'Humanité met comme surtitre « Marie-Claire » sur chacun de ses articles en lien avec l'affaire. Ensuite, les autres journaux relatent fréquemment l'ensemble des informations relatives au procès comme étant « l'affaire Marie-Claire ». L'utilisation de son prénom la protège tout en permettant une certaine « familiarité, presque un signe de reconnaissance ». La presse, y compris le journal La Croix, fait d'elle une héroïne bien malgré elle. Le Figaro du 23 novembre 1972, fait sa « une » sur « l’avortement en question » et fait témoigner un médecin, le professeur Paul Milliez et un prêtre, Michel Riquet. Pour eux, l'avortement devient nécessaire parfois, lorsqu’il s’agit de sauver la vie de la mère. Le lendemain du procès, France-Soir a publié à la une la photo du professeur Milliez avec en titre « J'aurais accepté d'avorter Marie-Claire ».

## Procès

### Relaxe de la jeune fille
L'affaire est scindée du fait que Marie-Claire Chevalier est mineure : avant le procès des quatre majeures, la jeune fille est envoyée seule devant le tribunal pour enfants de Bobigny, à huis clos, le 11 octobre 1972. Gisèle Halimi évoque la foule dehors qui, pendant qu'elle plaidait, scandait des slogans comme « L'Angleterre pour les riches, la prison pour les pauvres ! ». Une manifestation du MLF et de Choisir avait été organisée quelques jours plus tôt, et brutalement réprimée sur consigne du ministre de l'Intérieur, Raymond Marcellin[réf. nécessaire]. « La presse, qui avait été témoin des brutalités, a fait un large écho à la manifestation et ainsi, on a commencé à parler de Marie-Claire ». Des militantes féministes ont aussi distribué des tracts les jours suivants.
Pendant l'audience, le procureur émet des doutes sur la réalité du viol de la jeune fille, s'étonnant qu'elle ne soit pas allée le signaler à la police. On essaie aussi de faire dire à Marie-Claire que sa mère l'a obligée à avorter, ce qu'elle dément : « J'étais une écolière et à mon âge, je ne me sentais pas du tout la possibilité ou l'envie d'avoir un enfant… »
Après le huis clos du procès, le jugement est rendu en audience publique – l'actrice Delphine Seyrig et plusieurs manifestantes peuvent ainsi y assister. Marie-Claire est relaxée, parce qu'elle est considérée comme ayant souffert de « contraintes d'ordre moral, social, familial, auxquelles elle n'avait pu résister ».
« C'était à la fois courageux, tout à fait nouveau sur le plan de la jurisprudence et suffisamment ambigu pour que tous les commentaires puissent aller leur train », commente l'avocate.

### Stratégie: un procès politique
Avec l'accord des prévenues, leur avocate Gisèle Halimi a donc choisi de faire du procès une tribune. « J'ai toujours professé que l'avocat politique devait être totalement engagé aux côtés des militants qu'il défend. Partisan sans restriction avec, comme armes, la connaissance du droit « ennemi », le pouvoir de déjouer les pièges de l'accusation, etc. […] Les règles d'or des procès de principe : s'adresser, par-dessus la tête des magistrats, à l'opinion publique tout entière, au pays. Pour cela, organiser une démonstration de synthèse, dépasser les faits eux-mêmes, faire le procès d'une loi, d'un système, d'une politique. Transformer les débats en tribune publique. Ce que nos adversaires nous reprochent, et on le comprend, car il n'y a rien de tel pour étouffer une cause qu'un bon huis clos expéditif. »
L'audience se tient le 8 novembre 1972, de 13 heures à 22 heures.
De nombreuses personnalités viennent défendre les inculpées : le scientifique et académicien Jean Rostand, les Prix Nobel et biologistes Jacques Monod et François Jacob, des comédiennes comme Delphine Seyrig et Françoise Fabian, des hommes politiques comme Michel Rocard, des personnalités engagées des lettres comme Aimé Césaire, Simone de Beauvoir… Le professeur Paul Milliez, médecin et catholique fervent, affirme à la barre que dans une telle situation, « il n'y avait pas d'autre issue honnête ». « Je ne vois pas pourquoi nous, catholiques, imposerions notre morale à l'ensemble des Français », déclare-t-il. Ses propos en faveur des accusées lui valent en novembre 1972 un blâme du conseil national de l'ordre des médecins. Et quelques mois plus tard, ils lui vaudront de ne pas être admis à l'Académie de médecine.
Au cours du procès de Bobigny, Simone de Beauvoir tient des propos féministes : « On exalte la maternité, parce que la maternité c’est la façon de garder la femme au foyer et de lui faire faire le ménage ».

### Verdict: la loi de 1920 n'est plus applicable
Michèle Chevalier est condamnée à 500 francs d'amende avec sursis. Elle fait appel de ce jugement, mais « le ministère public a volontairement laissé passer le délai de 3 ans sans fixer l'affaire à l'audience de la cour d'appel, ce qui entraîne la prescription. Elle n'a donc jamais été condamnée ».
Lucette Duboucheix et Renée Sausset, qui ont pourtant revendiqué le droit d'avoir aidé Chevalier, sont relaxées, le tribunal jugeant qu'elles ne sont pas complices parce qu'elles n'auraient pas eu « des rapports directs avec Marie-Claire ». Micheline Bambuck est condamnée à un an de prison avec sursis pour avoir pratiqué l'avortement, peine assortie d'une amende.

## Impact du procès

### Interdiction de publication qui ne fut pas respectée
Le réquisitoire du procureur de Bobigny commence par un rappel aux journalistes présents de l'article 39 de la loi du 29 juillet 1881 sur la liberté de la presse, interdisant la publication des débats d'avortement. La lecture du texte de loi par le procureur n'a aucun effet sur les journalistes. Françoise Giroud dans L'Express met même au défi qu'on la poursuive à la fin de son article. Aucun journaliste n'est inquiété.
Le mouvement Choisir publie juste après le procès, en poche chez Gallimard, Avortement. Une loi en procès. L'affaire de Bobigny, préfacé par Simone de Beauvoir. Ce livre est une transcription intégrale de l'audience, des exclamations aux questions parfois saugrenues comme lorsque le président du tribunal demande à l'avorteuse si elle a mis le spéculum dans la bouche. En quelques semaines et sans publicité, plus de 30 000 exemplaires sont vendus.

### Des centaines d'articles et des réactions multiples

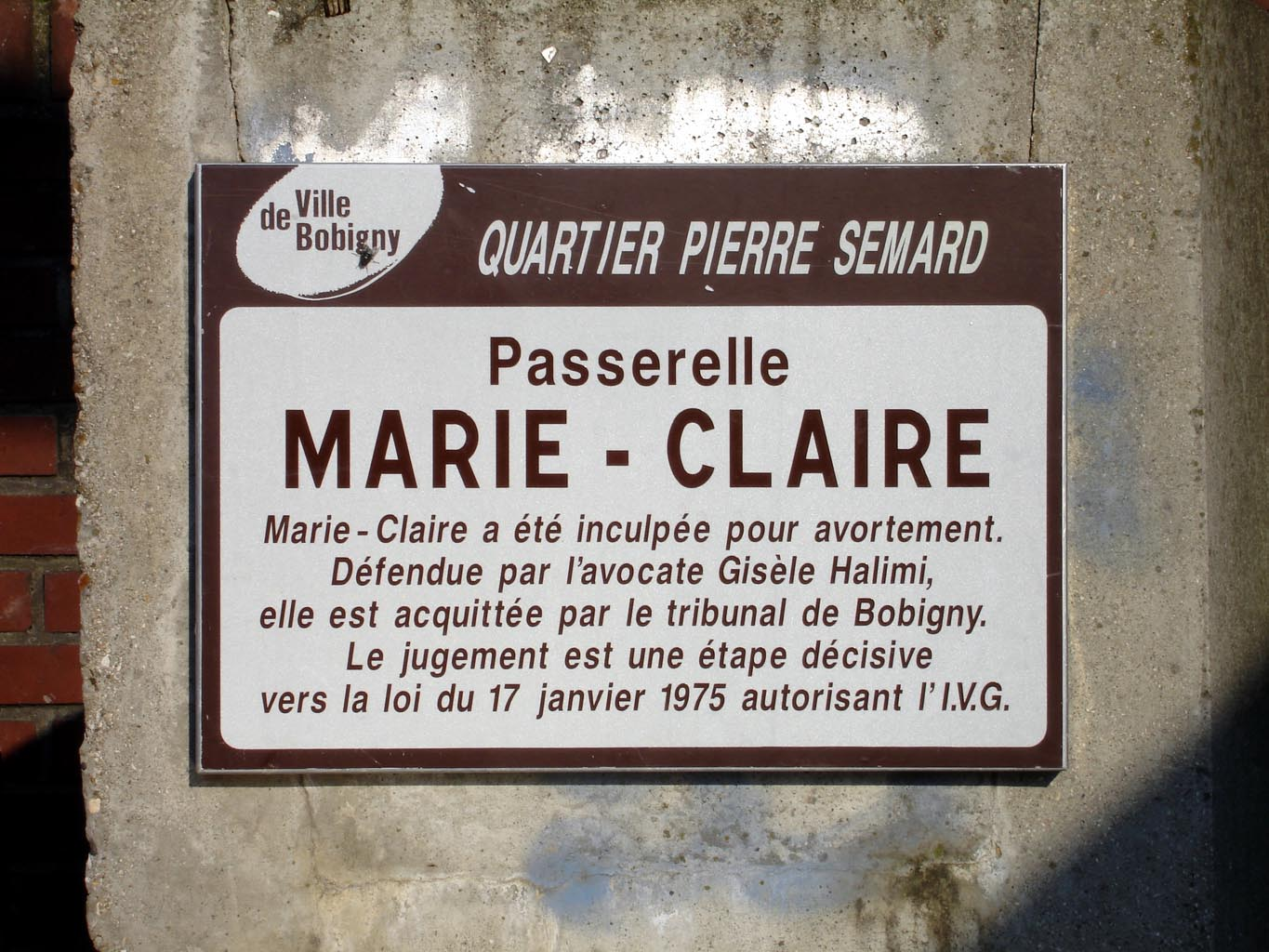
Passerelle Marie-Claire, à Bobigny, nommée en mémoire de ce procès.

Le procès de Bobigny suscite commentaires et débats dans tout le pays. Le lendemain du procès, France-Soir publie à la une la photo du professeur Milliez avec en titre « J'aurais accepté d'avorter Marie-Claire… » Des centaines d'articles, de flashes ou d'émissions sur les radios et télévisions sont consacrés à l'affaire. Le greffe de Bobigny reçoit dans les jours qui précèdent le procès, des lettres, pétitions et télégrammes demandant la relaxe des inculpées. Le ministre de la Santé publique, et ancien garde des sceaux Jean Foyer s'insurge dans Ouest France : « Si on admet que l'avortement est une chose normale et licite, il n'y a plus de raison de s'arrêter ... et il n'y a pas de raison pour qu'on n'en arrive pas aux extrémités, qu'avec juste raison on a considérées comme étant les plus odieuses sous le régime hitlérien ».
Le 9 janvier 1973, le président de la République, Georges Pompidou, questionné sur l'avortement lors d'une conférence de presse, admet que la législation en vigueur est dépassée, tout en déclarant que l'avortement le « révulse ». Il demande qu'une fois les élections passées, le débat sur la contraception et l'avortement s'ouvre avec les ensembles des représentants de la société (parlementaires, autorités religieuses, corps médical).

### Évolution judiciaire
La sensibilisation sur ce sujet fait son chemin chez les magistrats eux-mêmes : de 518 condamnations pour avortement en 1971, on passe à 288 en 1972, puis à quelques dizaines en 1973.
Le retentissement considérable du procès a contribué à l'évolution qui aboutit en 1975 à la loi Veil sur l'interruption volontaire de grossesse.

## Évocation dans la culture
Le film L'une chante, l'autre pas d'Agnès Varda (1977), qui traite notamment de l'avortement, montre ses deux héroïnes dans les manifestations féministes accompagnant le procès.
En 2005, le réalisateur François Luciani a tourné le téléfilm Le Procès de Bobigny, avec Sandrine Bonnaire dans le rôle de Michèle Chevalier (rebaptisée Martine), Anouk Grinberg dans celui de Gisèle Halimi, et Juliette Lamboley  dans celui de Marie-Claire, diffusé en avril 2006 sur TSR 1, RTL-TVi et France 2, en mai 2009 sur Télé-Québec.
Les premières à s'emparer du sujet au théâtre sont Karina Testa et Barbara Lamballais avec #BOBIGNY à l'occasion du "Festival des mises en capsules" du Ciné 13 Théâtre en Mai 2018.
En 2018, dans Plaidoiries, présenté au théâtre Antoine, adapté de Les grandes plaidoiries des ténors du barreau de Mathieu Aron, Richard Berry interprète la plaidoirie finale de Gisèle Halimi.
En 2019, Maya Boquet et Emilie Rousset créent Reconstitution : le procès de Bobigny, présenté au T2G dans le cadre du festival d'Automne de Paris. Ce spectacle retrace les principaux enjeux de l'évènement par le biais d'interviews de témoins de l'époque.
En 2023, l'autrice Caroline Deyns écrit MURmur où la seconde partie du livre est dédiée à la reconstitution d'un procès pour avortement à la suite d'un viol, que l'on devine au fur et à mesure n'être autre que le procès de Bobigny. Caroline Deyns explicite cet hommage dans ses remerciements et cite les femmes de l'affaire.
En 2024, une bande dessinée intitulée Bobigny 1972, réalisée par Marie Bardiaux-Vaïente (scénario) et Carole Maurel (dessin et couleur), publiée aux éditions Glénat, retrace l'histoire de Marie-Claire Chevalier, le procès de Bobigny et la défense de la loi pour la dépénalisation de l'avortement.
En 2025, pour le Festival d'Avignon, Karina Testa et Barbara Lamballais crée "LE PROCÈS D'UNE VIE" au Théâtre des Gémeaux d'Avignon mise en scène par Barbara Lamballais et interprété par Maud Forget, Jeanne Arènes, Déborah Grall, Clotilde Daniault, Celine Toutain, Karina Testa et Julien Urrutia

### Ouvrages
- Gisèle Halimi, préface de Simone de Beauvoir, Le procès de Bobigny : Choisir la cause des femmes, éditions Gallimard, nouvelle édition 2006, avec un texte inédit de Marie-Claire Chevalier  (ISBN 2-07077515-1)
- Catherine Valenti, Bobigny : Le procès de l'avortement, Paris, Larousse, 2010  (ISBN 9782035845948).

### Articles de presse
- « 40 ans après, Bobigny n'oublie pas Marie-Claire » Article de  publié le 9 novembre 2012 dans Le Parisien.
- « Procès de Bobigny  : un décryptage à la lumière de la seule question sociale » Article de Mina Kaci publié le 24 juillet 2014 dans L'Humanité.

### Documentaires télévisés
- « Avortement : le procès de Bobigny » le 24 mars 2014 dans 50 ans de faits divers sur 13e rue et sur Planète+ Justice.

- Le Procès de Bobigny, téléfilm français basé sur l'histoire de ce procès et de ce qui a mené à ce procès.